# Winmarleigh
Winmarleigh est un village et une paroisse civile situé dans le district de Wyre et le comté du Lancashire. En 2011, sa population était de 273 habitants.

## Source de la traduction
- (en) Cet article est partiellement ou en totalité issu de l’article de Wikipédia en anglais intitulé « Winmarleigh » (voir la liste des auteurs).